# Made in Virginia 2
Made in Virginia 2 è un album in studio della cantante italiana Viola Valentino pubblicato nel 2004.

## Descrizione
L'album, uscito sia in versione cofanetto che in due distinti CD, contiene i successi dell'artista e tre brani inediti: Dea, F.a.T.a (Acqua Fuoco Aria Terra) e La schiava. Inoltre come traccia cd-rom nel primo disco era presente il video del brano Come quando fuori piove e nel secondo disco il video di Comprami 2000, nel quale appare Platinette.

## Tracce
1. La schiava (G. Parlato, L. Abbate) (inedito)
2. Romantici (G. Morra, M. Fabrizio)
3. Il posto della luna (G. Morra, Laurex)
4. Sera coi fiocchi (R. Fogli, Amerigo Paolo Cassella, M. Fabrizio)
5. Come quando fuori piove (M. Marsili)
6. Il cielo (E. Cosentino, L. Trentacarlini)
7. Voglia d'amore (Cheope, G. Bella)
8. Misteriosa luce (Stefano Pieroni, G. Bella)
9. Il tempo di morire (Mogol, Lucio Battisti)
10. Estasi (D. Gay)
11. Addio amor (G. Morra, Laurex, Popi)
12. Verso Sud (V. Spampinato, M. Fabrizio)
13. Benvenuto (D. Gay)
14. Medley: La surprise de l'amour / Je t'aime (Alberto Camerini, M. Spinosa, Serge Gainsbourg)
15. Comprami 2000 (videoclip)